# 首選藥房網絡
首選藥房網絡（英語：Preferred pharmacy network）是由一群藥房組合而成的網絡，因為這種組合願意配合醫療保險機構的處方藥計劃，提供較高的價格折扣，保險機構會把它們推薦給患者，作為首選取得藥物的藥房。消費者可選擇在首選，但也可在非首選網絡藥房購買。但是選擇首選網絡藥房的人，在共付額方面，可繳納較低的金額。

## 節省成本
藥物顧問公司Visante在2013年1月所發布的一項研究表示，在未來10年內，更多使用"首選"和"有限"藥房網絡（通常有限藥房網絡能提供比首選藥房網絡更大的折扣）時，可為納稅人節省的處方藥費用達到1,150億美元。許多網絡提供折扣卡，讓加入者節省費用。根據一份由網路新聞網站希爾對這種網絡所做的研究報告表示，"採用這些模式，預定可在未來10年為聯邦醫療補助（Medicaid）、聯邦醫療保險（Medicare）、和商業醫療保險計劃，分別省下260億美元、350億美元、和540億美元"。
但是，對於首選藥房網絡，和非首選藥房網絡（非首選也可稱為"開放式"藥房網絡）兩者間的實際成本做比較，並不容易弄得清楚。美國聯邦醫療保險和聯邦醫療補助服務中心（CMS）在2013年對首選藥房網絡的處方藥價格作檢查，發現對於Medicare（最終還是由納稅人承擔）來說，"某些首選網絡中的藥物價格有時會更高"。CMS的結論是它對所謂首選網絡藥房價格低於非首選網絡藥房價格的假設，無法給予證實。把在Medicare所報銷的各式藥物價格作比較，首選藥房網絡與本地獨立藥房的整體價格相比，能節省的金額並不大。在選擇首選藥房網絡的計劃時，消費者可先透過網站Medicare.gov（Centers for Medicare & Medicaid Services （页面存档备份，存于）(CMS) examined （页面存档备份，存于））查詢，許多當地藥房根據網站的資訊，都能提供準確的節省數字。

## 日漸普遍
根據CMS的數據，各式聯邦醫療保險D部分處方藥計劃（Medicare Part D Prescription Drug Plans，PDP）中包括有首選藥房網絡的，在2012年的登記加入人數顯著增加。根據CMS的資料，在聯邦醫療保險D部分計劃中有7項使用到首選藥房網絡。而在2012年有3項新加入的計劃提供網上服務。在這3項網上計劃中，其中2項的登記加入人數接近70萬人。現在，所有加入PDP計劃的人之中有31.8％的人會選擇有首選藥房網絡的計劃。
在2012年，在65歲或以上的美國老年人可保留其既有的醫療保險計劃，或換到新的聯邦醫療保險D部分計劃。根據網站Drug Channels的資料，美國老年人中估計有92%加入有首選藥房網絡的聯邦醫療保險D部分計劃，而在2019年的加入比率是88%。

## 病人到藥房交通問題
目前美國政府並未規定首選藥房網絡店面離開患者最低距離的標準。結果有些患者，特別是在農村地區的，離他們最近的藥房的距離可能有20英里，或者更遠。在2013年1月，對400位社區藥劑師所做的一項調查，發現患者對於"首選藥房"和"非首選"，或是"網絡"藥房之間，並不能輕易分辨清楚。
CMS在2014年4月7日所發布的2015年最終優惠聯邦醫療保險費率通知函中，也表達這種擔憂。CMS指出："雖然我們於2014年1月10日在《聯邦公報》上已經發布，我們不打算敲定某些與首選藥房網絡費用分攤的建議，我們仍然關注受益人前往藥房的交通，和了解這些費用分攤的問題。為了進一步分析這個問題，我們已經與某機構簽約，請他們研究受益人前往首選藥房網絡店面，有關交通費用分攤的事項。"

## 國會審查
這種缺乏首選藥房的店面距離患者的最低標準，也引起國會的注意。弗吉尼亞州共和黨籍眾議員摩甘·格里菲斯在眾議院提出《2014年確保老年人便利拜訪本地藥房法案（Ensuring Seniors Access to Local Pharmacies Act of 2014，H.R. 4577）》。這是一項兩黨立法，允許位於被衛生資源和服務管理局（HRSA）定義為醫療資源不足，或醫事人員短缺地區的任何藥房，只要藥房願意接受計劃的合同條件，就有機會作為聯邦醫療保險D部分計劃的首選藥房，以便解決患者的交通問題。
這項立法提議是國會有史以來同類法案中的第一項。雖然有來自不同政黨的79位國會議員擔任共同提案人，這項提議並未能在第113屆國會中通過。

## 外部連結
- Medicare Advantage/Part D Contract and Enrollment Data （页面存档备份，存于）